# سمير غانم
سمير يوسف غانم (15 يناير 1937 - 20 مايو 2021)، هو ممثل كوميدي مصري. تخرج من كلية الزراعة جامعة الإسكندرية، ثم التقى بكلٍ من جورج سيدهم والضيف أحمد، وكوّنوا معًا فرقة ثلاثي أضواء المسرح الشهيرة، وهو فريق غنائي كوميدي اشتهر على المسرح من خلال تقديم مجموعة من الاسكتشات الكوميدية، كان أشهرها طبيخ الملايكة وروميو وجوليت، ثم قدم الثلاثة بعدها عددًا من الأفلام والمسرحيات. انحلت الفرقة بعد وفاة الضيف أحمد عام 1970، واتجه مع جورج سيدهم للتمثيل معًا في عدة مسرحيات كان أشهرها مسرحية المتزوجون، وكان آخر عمل مسرحي لهما معًا هو مسرحية أهلاً يا دكتور. وفي ثمانينات القرن العشرين لمع نجمه في سماء الفوازير، فقدم سلسلة من فوازير رمضان تحت اسم شخصيتي "سمورة و فطوطة"، ثم عاد في رمضان في
أوائل التسعينيات من القرن نفسه ليقدم فوازير المطربون والمضحكون. يعتبر واحد من نجوم المسرح بين عادل إمام ومحمد نجم ومحمد صبحي.
تزوج سمير غانم ثلاث مرات في حياته إحداهما امرأة صومالية ولم يستمر الزواج ثم تزوج من سيدة أخرى والتي لم تستمر أيضاً إلى أن تزوج من الممثلة دلال عبد العزيز وذلك بعد لقائمها معاً في مسرحية أهلا يا دكتور، وأنجبا ابنتين هما دنيا وأمل الشهيرة في التلفزيون باسم «إيمي».

## عن حياته
ولد سمير غانم في عرب الأطاولة من محافظة أسيوط، مصر عام 1937 انضم بعد الثانوية العامة إلى كلية الشرطة احتذاءً بوالده الذي كان ضابط شرطة ولكنه تم فصله منها بعد رسوبه لسنتين متتاليتين فنقل أوراق إلى كلية الزراعة في جامعة الإسكندرية كما انضم للفرق الفنية فيها. وعن فترة دراسته في أكاديمية الشرطة يروي سمير غانم أنه عاصر فترة وجود الفنان الشهير صلاح ذو الفقار داخل كلية الشرطة ويروي سمير غانم أن الفنان الكبير ذو الفقار كان نقيب وقد تم ترقيته لرتبة رائد وكان ضابط السرية الموجود فيها سمير في الكلية، وكان سمير يري في صلاح ذو الفقار مثل أعلي له وروي عن صرامته وشدته مع الطلاب وحبهم الشديد له.
في الإسكندرية اجتمع هناك مع الفنان وحيد سيف وعادل نصيف وشكلا فرقة اسكتشات غنائية تقدم عروض على المسرح في مدينة الإسكندرية. ولكن الفرقة لم تستمر بسبب انسحاب سيف لعدم مقدرته على السفر إلى القاهرة وترك مدينة الإسكندرية، حيث كان يدرس بكلية الآداب ويعمل موظفاً أيضاً وانسحب عادل نصيف الذي أكمل دراسته العليا في تخصص الحشرات بكلية الزراعة وسافر إلى بلجيكا.
في تلك الأثناء كانت شهرة جورج سيدهم بدأت تنتشر بجامعة عين شمس، وكذلك الحال بالنسبة للضيف أحمد بجامعة القاهرة بجمع سمير بينهما وشكل معهما الفرقة الشهيرة التي عرفت باسم «ثلاثي أضواء المسرح». لمع نجم الفرقة سمير غانم كثيرًا بعد تقديم مسرحية «طبيخ الملايكة» من إخراج الراحل حسن عبد السلام عام 1964. حصل على بكالورويس زراعة من جامعة الأسكندرية. وبدأ حياته الفنية كأحد أعضاء فرقة ثلاثي أضواء المسرح وقدم الثلاثة معاً عدد من الأفلام والاسكتشات مثل اسكتش كوتوموتو وعدد من المسرحيات ومنها «حدث في عزبة الورد» و«الراجل اللي أتجوز مراته» و«حواديت»، ثم انفصل عنهم مع بداية السبعينات إنحلت الفرقة بعد وفاة الضيف أحمد عام 1970 وإتجه مع جورج سيدهم للتمثيل معا في عدة مسرحيات خلال السبعينات بالإضافة لاشتراكه في الأفلام. وكان آخر عمل مسرحي لهما معاً هو مسرحية أهلا يا دكتور عام 1981. قدم في الثمانينات سلسلة «فوازير رمضان» تحت اسم شخصيتي «سمورة» و«فطوطة».
خلال فترة السبعينات تنوعت أعماله بين السينما والمسرح والتلفزيون فشارك في فيلم «الصديقان»، فيلم «لسنا ملائكة»، فيلم «واحد في المليون»، فيلم «السراب»، فيلم «المجانين الثلاثة»، فيلم «نحن الرجال طيبون»، فيلم «نار الشوق»، فيلم «فرقة المرح»، فيلم «ولد وبنت والشيطان»، مسرحية «موسيكا في الحي الشرقي» ومسرحية «فندق الثلاث ورقات» أمام الفنان صلاح ذو الفقار، في نهاية السبعينات وبداية الثمانينات قدم مع جورج سيدهم أهم مسرحيتان في تاريخهما المشترك الفني وهما «مسرحية المتزوجون» عام 1978 ومسرحية «أهلاً يا دكتور» عام 1981. وتعددت نشاطاته الفنية فشارك في العديد من الأعمال وهي: فيلم «سنوات الانتقام»، مسرحية «فخ السعادة الزوجية»، فيلم «البنات عايزة ايه»، فيلم «اذكياء لكن اغبياء».
عام 1982 توفي سيد غانم (شقيق سمير ومدير أعماله) مما أدخل سمير في فترة كآبة وقرر من بعد هذه الحادثة تغيير نمط عمله وكان ذلك سبب انفصال فني بين غانم وبين جورج سيدهم.
عام 1983 قدم مع المخرج فهمي عبد الحميد أول حلقة من حلقات فوازير فطوطة باسم «فطوطة والأفلام» ونجح نجاحاً هائلاً ما شجعهم على إعادة التجربة في «فطوطة والشخصيات» عام 1986. وفي التسعينات قدم فوازير المتزوجون في التاريخ 1992 وفوازير المضحكون 1993 وفوازير أهل المغنى 1994.

## أعماله

### الأفلام
- 1963: منتهى الفرح
- 1963: القاهرة في الليل
- 1964: آخر شقاوة
- 1965: ذكريات التلمذة
- 1965: المغامرون الثلاثة
- 1965: المشاغبون
- 1965: الشقيقان
- 1965: آخر جنان
- 1966: صغيرة على الحب
- 1966: رحلة السعادة
- 1966: الأصدقاء الثلاثة
- 1966: 30 يوم في السجن
- 1967: نورا
- 1967: شنطة حمزة
- 1967: شباب مجنون جدا
- 1967: شاطئ المرح
- 1967: بنت شقية
- 1967: العريس الثاني
- 1967: إضراب الشحاتين
- 1968: حلوة وشقية
- 1968: الزواج على الطريقة الحديثة
- 1968: أفراح
- 1968: 3 نساء
- 1969: نشال رغم أنفه
- 1969: غرام تلميذة
- 1969: العميل 77
- 1969: الحرامي
- 1970: واحد في المليون
- 1970: نار الشوق
- 1970: لسنا ملائكة
- 1970: فرقة المرح
- 1970: المجانين الثلاثة
- 1970: الصديقان
- 1970: السراب
- 1971: ولد وبنت والشيطان
- 1971: نحن الرجال طيبون
- 1972: خلي بالك من زوزو
- 1972: أضواء المدينة
- 1973: مدرسة المشاغبين
- 1974: في الصيف لازم نحب
- 1974: حبيبتي شقية جدا
- 1974: آنسات وسيدات
- 1974: المهم الحب
- 1974: الأحضان الدافئة
- 1974: 24 ساعة حب
- 1974: اتنين واحد صفر
- 1975: ممنوع في ليلة الدخلة
- 1975: ملوك الضحك
- 1975: مجانين بالوراثة
- 1975: شبان هذه الأيام
- 1975: سؤال في الحب
- 1975: بنت اسمها محمود
- 1975: بائعة الحب
- 1975: أميرة حبي أنا
- 1975: المذنبون
- 1975: الكداب
- 1976: نبتدي منين الحكاية
- 1976: ملك التاكسي
- 1976: ما بعد الحب
- 1976: فيفا زلاطا
- 1976: غراميات عازب
- 1976: عندما يسقط الجسد
- 1976: عالم عيال عيال
- 1976: سيقان في الوحل
- 1976: حب على شاطئ ميامي
- 1976: جواز على الهوا
- 1976: المزيكا في خطر
- 1976: العيال الطيبين
- 1976: العش الهادئ
- 1976: أزواج طائشون
- 1977: وسقطت في بحر العسل
- 1977: كان وكان وكان
- 1977: جنس ناعم
- 1977: بص شوف سكر بتعمل إيه
- 1977: آه يا ليل يا زمن
- 1977: إلى المأذون يا حبيبي
- 1977: ألف بوسة وبوسة
- 1977: الزوج المحترم
- 1977: الحلوة والغبي
- 1977: البنت الحلوة الكدابة
- 1977: 13 كدبة وكدبة
- 1978: مكالمة بعد منتصف الليل
- 1978: مغامرون حول العالم
- 1978: شفاه لا تعرف الكذب
- 1978: سكة العاشقين
- 1978: أولاد الحلال
- 1978: أهلا يا كابتن
- 1978: امرأة بلا قلب
- 1978: البنت اللي قالت لا
- 1978: البعض يذهب للمأذون مرتين
- 1978: أحلى أيام العمر
- 1979: نوع من النساء
- 1979: قصة الحي الغربي
- 1980: عروس البحر
- 1980: تحقيق
- 1980: البنات عايزة إيه
- 1980: أذكياء لكن أغبياء
- 1981: 4-2-4
- 1982: عروسة وجوز عرسان
- 1982: حسن بيه الغلبان
- 1982: تجيبها كده تجيلها كده هي كده
- 1983: نهاية رجل تزوج
- 1983: غريب ولد عجيب
- 1983: عضة كلب
- 1983: إنهم يسرقون الأرانب
- 1983: أنا مش حرامية
- 1983: الجواز للجدعان
- 1984: يارب ولد
- 1984: كله تمام
- 1984: سمورة والبنت القمورة
- 1984: حادي بادي
- 1984: المشاغبون في الجيش
- 1984: القناص
- 1984: ألعاب ممنوعة
- 1984: إحنا بتوع الإسعاف
- 1985: محطة الأنس
- 1985: لست مجرما
- 1985: رمضان فوق البركان
- 1985: أيام التحدي
- 1985: إنقاذ ما يمكن إنقاذه
- 1985: إلى من يهمه الأمر
- 1985: الفول صديقي
- 1985: الرجل الذي عطس
- 1985: التريللا
- 1986: فقراء ولكن سعداء
- 1986: حل يرضي جميع الأطراف
- 1986: احترس عصابة النساء
- 1987: عبقري على ورقة دمغة
- 1987: المنحوس
- 1987: العرضحالجي في قضية نصب
- 1988: طير في السما
- 1988: رحلة المشاغبين
- 1988: الجدعان الثلاثة
- 1988: أرباب سوابق
- 1989: ليس لعصابتنا فرع آخر
- 1989: عريس في اليانصيب
- 1990: ثلاثة على واحد
- 1990: النصاب والكلب
- 1990: المطب
- 1990: الأهطل
- 1990: الأغبياء الثلاثة
- 1990: اقتل مراتي ولك تحياتي
- 1991: مجرم رغم أنفه
- 1991: الكابتن وصل
- 1991: الغشيم
- 1992: الراقصة والحانوتي
- 1992: استقالة جابر
- 1993: الهاربان
- 1993: الرجالة في خطر
- 1994: سرقوا أم علي
- 1996: السلاحف
- 2000: بهاريز
- 2008: مفيش فايدة
- 2008: على جنب يا أسطى
- 2008: ورقة شفرة
- 2013: هاتولي راجل
- 2013: تتح
- 2014: حماتي بتحبني
- 2014: الحرب العالمية الثالثة
- 2016: المشخصاتي 2
- 2018: عقدة الخواجة
- 2022: تسليم أهالي (ضيف شرف)

### المسلسلات
- 1965: تركة جدو
- 1977: حكاية ميزو
- 1977: حكاية عريس وعروسة
- 1978: كيف تخسر مليون جنيه
- 1979: ضيوف مزعجين جدا
- 1980: بطل الدوري
- 1983: الصياد والحب
- 1984: رجل شريف جدا
- 1984: دعوني أعيش
- 1985: فندق النجوم الزرقاء
- 1985: البحث عن السعادة
- 1986: الكابتن جودة
- 1987: بكيزة وزغلول
- 1988: تزوج وابتسم للحياة
- 1989: رحلة فطوطة السحرية
- 1989: أنا وأنت والزمن طويل
- 1990: مغامرات زكي الناصح
- 1990: دقات الساعة
- 1992: ألف ليلة وليلة
- 1993: الأزواج الطيبين
- 1995: شحتوت في بيروت
- 1996: حكايات مستر أيوب ومسز عنايات
- 1997: مرفوع مؤقتا من الخدمة
- 1997: عوضين وإمبراطورية عين
- 1997: السيد هيصة
- 1998: عريس بالصدفة
- 1998: أهلا فطوطة
- 1999: أحلام مؤجلة
- 2000: قط وفار فايف ستار
- 2002: بالشفاء إن شاء الله
- 2002: إنسى اللي فات يا فرحات
- 2005: عبد الحميد أكاديمي
- 2005: راديو ستار
- 2006: هايم عبد الدايم
- 2006: المطعم تشي توتو
- 2008: معكم على الهواء هايم عبد الدايم
- 2008: تشينو كافيه
- 2008: راسين في الحلال
- 2009: ناس بالمقلوب
- 2009: سمير وعيلته الكتير
- 2009: حواكة بوت
- 2009: أبو ضحكة جنان
- 2010: شريف ونص (ج2)
- 2011: صايعين ضايعين
- 2011: جوز ماما مين (ج2)
- 2011: الكبير أوي (ج2)
- 2011: الزناتي مجاهد
- 2012: لسه بدري
- 2012: شربات لوز
- 2012: الخفافيش
- 2013: قشطة وعسل
- 2013: الكبير أوي (ج3)
- 2014: دلع بنات
- 2014: الكبير أوي 4
- 2015: يوميات زوجة مفروسة أوي (ج1)
- 2015: لهفة
- 2016: يوميات زوجة مفروسة أوي (ج2)
- 2016: نيللي وشريهان
- 2017: يوميات زوجة مفروسة أوي (ج3)
- 2017: في ال لا لا لاند
- 2018: يوميات زوجة مفروسة أوي (ج4)
- 2018: عوالم خفية
- 2018: عزمي وأشجان
- 2019: سوبر ميرو
- 2019: بدل الحدوتة تلاتة

### المسرحيات
- 1964: طبيخ الملايكة
- 1967: حواديت
- 1967: براغيت
- 1969: فندق الأشغال الشاقة
- 1970: كل واحد وله عفريت
- 1970: إنت اللي قتلت عليوة
- 1970: الراجل اللي جوز مراته
- 1970: آخر موضة
- 1971: موسيكا في الحي الشرقي
- 1973: جوليو ورومييت
- 1974: من أجل حفنة نساء
- 1974: فندق الثلاث ورقات
- 1975: منطقة ممنوعة
- 1975: أزواج بلا ماضي
- 1976: المتزوجون
- 1978: الأستاذ مزيكا
- 1980: فخ السعادة الزوجية
- 1981: أهلا يا دكتور
- 1982: مين جوز مين
- 1983: الانفجار الجميل
- 1985: جحا يحكم المدينة
- 1986: موعد مع الوزير
- 1987: فارس وبني خيبان
- 1991: المستخبي
- 1991: الحرامية أهم
- 1992: صفقة بمليون دولار
- 1992: أخويا هايص وأنا لايص
- 1993: أنا والنظام وهواك
- 1994: سعدية ورايا ورايا
- 1995: بهلول في إسطنبول
- 1997: المحظوظ وأنا
- 1998: أنا ومراتي ومونيكا
- 2001: دو ري مي فاصوليا
- 2005: خلوصي حارس خصوصي
- 2006: ترا لم لم
- 2008: مراتي زعيمة عصابة
- 2015: كدب في كدب
- 2017: سيبوني أغني
- 2020: الزهر لما يلعب

### الفوازير
- 1968: فوازير ثلاثي أضواء المسرح
- 1969: وحوي يا وحوي
- 1982: فطوطة
- 1983: فطوطة
- 1984: فطوطة
- 1993: المتزوجون في التاريخ
- 1994: أهل المغنى
- 1995: المضحكون
- 1997: النص الحلو

### المسلسلات الإذاعية
- 1976: رعد السماء
- 1978: كفر نعمت
- 1999: الناجح يرفع إيده
- 2000: بيتك بيتك
- 2009: حكايات الست زينات
- 2013: أحلام سعيدة
- 2015: فطوطة والعظماء
- 2016: مناقرة حرة
- 2016: فطوطة بوت
- 2016: العملية صهللة
- 2017: فطوطة بوند
- 2018: فطوطة وكأس العالم

### الرسوم المتحركة
- 2005: عائلة أستاذ أمين
- 2009: فطوطة وتيتا مظبوطة

### تقديم برامج
- 1995: سمير شو
- 2007: ساعة مع سمير غانم

## وفاته
في 30 أبريل (نيسان) 2021، أُعلنَ عن نقل سمير غانم وزوجته دلال عبد العزيز إلى المستشفى بعد إصابتهما بفيروس كورونا وما لبث أن فارق سمير الحياة في المستشفى بسبب تداعيات الإصابة في 20 مايو 2021. أُعلن عن وفاة زوجته دلال عبد العزيز في 7 أغسطس (آب) 2021.

## وصلات خارجية
- سمير غانم على موقع IMDb (الإنجليزية)
- سمير غانم على موقع الدهليز
- سمير غانم على موقع قاعدة بيانات الأفلام العربية
- سمير غانم على موقع ديسكوغز (الإنجليزية)
- سمير غانم على موقع قاعدة بيانات الفيلم (الإنجليزية)